# Isaac Cooper
Isaac Cooper (Bundaberg, 7 de janeiro de 2004) é um nadador australiano, medalhista olímpico.

## Carreira
Cooper conquistou o bronze nos Jogos Olímpicos de Verão de 2020 em Tóquio na prova de revezamento 4×100 m medley misto, ao lado de Kaylee McKeown, Zac Stubblety-Cook, Matthew Temple, Emma McKeon, Bronte Campbell e Brianna Throssell, com a marca de 3:38.95.
Em 14 de dezembro de 2022, alcançou o terceiro lugar na final dos 100 m costas no Campeonato Mundial em Piscina Curta em Melbourne. No dia seguinte, esteve na decisão dos 4x50 m livre no mesmo evento, na qual sua equipe ganhou o ouro e estabeleceu o novo recorde da Oceania na categoria. Em 16 de dezembro daquele ano, inicialmente obteve o título dos 50 m costas, contudo, devido a uma falha no sistema de alarme de largada, a prova foi reiniciada onde Cooper terminou em uma colocação abaixo em relação à primeira disputa. Um dia depois, ficou na terceira posição nos 4x50 m medley. Ainda em Melbourne, competiu a final dos 4x100 m medley, ajudando o time australiano a conquistar o ouro e quebrar o recorde mundial desse revezamento, ambos os feitos divididos com a equipe dos Estados Unidos.
Em fevereiro de 2024, foi campeão dos 50 m costas no Mundial de Esportes Aquáticos em Doha.